# Front homosexuel d’action révolutionnaire
Die Front homosexuel d’action révolutionnaire (deutsch homosexuelle Front für revolutionäre Aktionen) (FHAR) war eine in 1971 gegründete lose Pariser Protestbewegung. Die Bewegung entstand aus einem Bündnis zwischen homosexuellen männlichen und lesbischen Aktivistinnen. Die Bewegung hatte keinen Vorsitz, doch als Repräsentanten galten Guy Hocquenghem und Françoise d’Eaubonne, weitere prominente Mitglieder waren Christine Delphy, Daniel Guérin und Laurent Dispot. Die Bewegung löste sich 1974 auf.
Bekanntheit erlangte die FHAR durch radikale Aktionen in den 1970er Jahren, welche den Homosexuellen Gehör verschaffte, nachdem die Studentenproteste um 1968 diese Gruppe weitgehend ignoriert hatten. Anders als ältere Bewegungen, welche zurückhaltend-integrativ und teilweise konservativ waren, stellte sich die FHAR offen gegen den hetero-patriarchialen Staat und die Bourgeoisie und die als homophob und chauvinistisch empfundenen Werte auch von Teilen der politischen Linken.
Die Überzahl der männlichen Mitglieder und ihr provokativer Umgang mit ausgelebter Sexualität sowie die Vernachlässigung der feministischen und lesbischen Positionen führte zur Spaltung der Gruppierung. Aus der FHAR entstanden die Groupe de libération homosexuelle (GLH) sowie die Gouines rouges innerhalb des Mouvement de libération des femmes (MLF).

## Gründung und Anfänge
Ursprünglich war die FHAR ein Bündnis zwischen Feministinnen der MLF und Lesben der Arcadie Organisation, welchem im Februar 1971 homosexuelle Männer beitraten. Die Grundlage für die Kooperation bildete sich im Mai 1968 durch eine Plakataktion, welche für ein „Comité d’action pédérastique révolutionnaire“ (deutsch revolutionäres pediatrische Aktionskomitee) warb. Die FHAR traf sich in der École nationale supérieure des beaux-arts de Paris.
Am 5. März 1971 unterbrach die FHAR eine Zusammenkunft gegen das Recht auf Abtreibung. Am 10. März störte und stoppte die FHAR die Radiosendung von Ménie Gregoire über das Thema Homosexualität vom Radiosender RTL (Frankreich).
Der Name „Front homosexuel d’action révolutionnaire“ mit dem sich die Gruppierung identifizierte unterscheidet sich von dem offiziellen behördlichen Namen welcher „Fédération Humaniste Anti-Raciste“ (deutsch anti-rassistische humanistische Föderation) lautete. Die Bewegung setzte sich für allgemeine sexuelle Freiheit ein. FHAR kommunizierte auch durch die linksgerichtete Zeitschrift Tout!. Eine Stellungnahme der Gruppe in der zwölften Ausgabe verwies auf das Manifest der 343, eine Petition von 343 Frauen welche öffentlich bekanntgaben, dass sie (damals illegal) abgetrieben haben:

« Nous sommes plus de 343 salopes
Nous nous sommes faits enculer par des Arabes
Nous en sommes fiers et nous recommencerons »

„Wir sind über 343 Schlampen
Wir fickten mit Arabern
Wir sind stolz und werden es wieder tun“

10,000 Kopien der Tout! wurden aufgrund der Beiträge der FHAR polizeilich beschlagnahmt und der Herausgeber Jean-Paul Sartre wurde strafrechtlich verfolgt. Nach einer erfolgreichen Beschwerde vor dem Verfassungsrat auf Basis der Meinungsfreiheit wurde das Verfahren im Juli 1971 eingestellt.
Die FHAR denunzierte Heterosexismus und die Medikalisierung von Homosexualität in dessen Folge wurde in 1971 der Internationale Kongress der Sexologie in Sanremo durch Proteste gestört. Außerdem unterbrach die Gruppierung kommunistische Zusammenkünfte, besonders im Konferenzzentrum Mutualité wo Jacques Duclos der gruppe entgegenwarf: „Allez vous faire soigner, bande de pédérastes, le PCF est sain!“ (deutsch Geht und lasst euch heilen, ihr Kinderschänder, die PCF ist Gesund!)

## Interne Differenzen
Der Zuwachs an Männern und deren wachsender Einfluss führte zur Abspaltung mehrerer Splittergruppen. Die Gruppe Gouines rouges („Rote Dykes“) formte sich im Juni 1971 und stellte sich gegen Sexismus, Chauvinismus  und das Patriarchat.
Andere prominente Gruppen waren Gazolines, die Zeitschrift Fléau social sowie Antinorm. Diese veröffentlichten den Rapport contre la normalité in 1971.
Diese Splittergruppen waren dennoch unter dem Slogan und dem Schirm der FHAR wiedererkannt.
```
(„Prolétaires de tous les pays, caressez-vous !“ / 
Proletariat der Welt fasst euch an!
 („caressez-vous“ Ist französischer Slang für Masturbieren), „Lesbiennes et pédés, arrêtons de raser les murs !“ / 
Lesben und Schwuchteln hört auf mit dem Versteckspiel
)
```

sowie der Kampf gegen die (hetero–cops).

## Abstieg und Vermächtnis
Die Gruppe verlor Mitglieder. Daniel Guérin verließ die Gruppierung nach den Exzessen der Randgruppe Gazolines während der Beerdigung eines Maoisten, welcher von einem Vigilanten umgebracht wurde. Françoise d'Eaubonne trat aus, da er der Auffassung war, das die FAHR ausschließlich zu einem Ort fürs Flirten verkümmerte.
Im Februar 1974 verbot die Polizei die Zusammenkünfte der FHAR in der École des Beaux-Arts und die Gruppe löste sich im selben Monat auf.
Dennoch hinterließ sie FHAR ein umfassendes Vermächtnis. Im Gegensatz zu dem eher konservativen Verhalten früherer Gruppen wie der Acardie Organisation, übernahmen die Nachfolgeorganisationen der 80er und 90er die offene Vorgehensweise, welche bis heute in Verschiedenen LGBTQ Bewegungen nachhallt.

### Filmographie
- FHAR (1971), Eine 26 minütige Schwarz-Weis-Dokumentation über die ersten treffen und Demonstrationen der FHAR, von Carole Roussopoulos
- Race d'Ep, Un siècle d'image de l'homosexualité (1979), Docudrama von Lionel Soukaz und Guy Hocquenghem
- Bleu, blanc, rose (2000), Docudrama von Yves Jeuland über die französische LGBT Bewegungen
- Ma saison super 8 (My Super 8 Season) (2005), Regie von Alessandro Avellis (2005), ein Drama  inspiriert von der Geschichte der FHAR
- La révolution du désir (The revolution of Desire) (2006), Dokumentation, Regie von Alessandro Avellis

### Bibliographie

#### Von der FHAR
- « Libre disposition de notre corps », Tout, n° 12, 23 April 1971.
- FHAR, Rapport contre la normalité, Paris, Champ libre, 1971. Reed. QuestionDeGenre/GKC, 2013.
- Dossier « Trois milliards de pervers. Grande encyclopédie des homosexualités », Recherches, March 1973.

#### Über die FHAR
- Jacques Girard, Le Mouvement homosexuel en France, 1945-1981, Paris, Syros, 1981.
- Scott Eric Gunther: The Elastic Closet, A History of Homosexuality in France, 1942-present. Palgrave Macmillan, New York 2009, ISBN 978-0-230-59510-1 (englisch).
- Masques, revue des Homosexualités, n°9/10, Paris, 1981.
- Françoise d'Eaubonne, « Le FHAR, origines et illustration », la Revue h, n° 2, 1996.
- Didier Eribon, « FHAR », Dictionnaire des cultures gays et lesbiennes, Larousse, 2003.
- Michael Sibalis, « Gay Liberation Comes to France: The Front Homosexuel d’Action Révolutionnaire (FHAR) », French History and Civilization, 2005.